# 圣罗贝尔 (科雷兹省)
圣罗贝尔（法語：Saint-Robert，法語發音：[sɛ̃ ʁɔbɛʁ]）是法国科雷兹省的一个市镇，位于该省西部，属于布里夫拉盖亚尔德区。

## 地理
圣罗贝尔（45°15'19"N, 1°17'35"E）面积6.08 平方千米，位于法国新阿基坦大区科雷兹省，该省份为法国中南部省份，北起上维埃纳省和克勒兹省，西接多爾多涅省，南至洛特省，东临多姆山省和康塔爾省。
与圣罗贝尔接壤的市镇（或旧市镇、城区）包括：艾昂、卢伊尼亚克、瑟贡扎克、库茹尔。

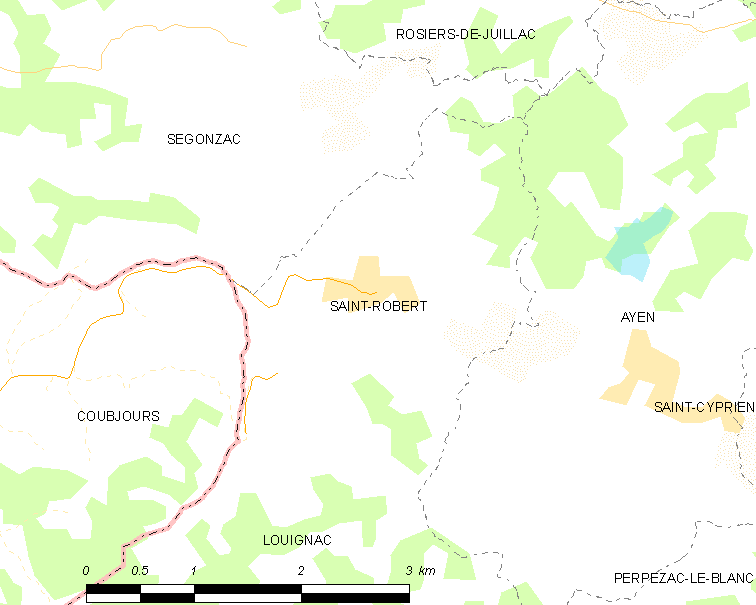
的OSM定位图

圣罗贝尔的时区为UTC+01:00、UTC+02:00（夏令时）。

## 行政
圣罗贝尔的邮政编码为19310，INSEE市镇编码为19239。

## 政治
圣罗贝尔所属的省级选区为利桑多奈县。

## 人口

1962-2008年间人口变化图示

圣罗贝尔于2022年1月1日时的人口数量为294人。